# Reg Parnell
Reg Parnell, britanski dirkač Formule 1, * 2. julij 1911 Derby, Derbyshire, Anglija, Združeno kraljestvo, † 7. januar 1964, Derby, Velika Britanija.
Reg Parnell je pokojni angleški dirkač Formule 1. Debitiral na prvi dirki v zgodovini Formule 1 za Veliko nagrado Velike Britanije v sezoni 1950, ko je osvojil tretje mesto, svojo najboljšo uvrstitev v karieri. V naslednji sezoni 1951 je osvojil četrto mesto na Veliki nagradi Francije in peto na domači Veliki nagradi Velike Britanije. V sezonah 1952 in 1954 je nastopil le na svoji domači dirki za Veliko nagrado Velike Britanije 1952 in Veliko nagrado Velike Britanije 1954, kjer je dosegel sedmo mesto in odstop, nato pa ni več dirkal v Formuli 1. Umrl je leta 1964.

## Popolni rezultati Formule 1
(legenda) (odebeljene dirke pomenijo najboljši štartni položaj, poševne pa najhitrejši krog, †-uvrščen kljub odstopu)
| Leto | Moštvo              | Šasija               | Motor                 | 1    | 2   | 3   | 4     | 5      | 6       | 7       | 8   | 9   | Prv | Toč |
| ---- | ------------------- | -------------------- | --------------------- | ---- | --- | --- | ----- | ------ | ------- | ------- | --- | --- | --- | --- |
| 1950 | Alfa Romeo SpA      | Alfa Romeo 158       | Alfa Romeo Straight-8 | VB 3 | MON | 500 | ŠVI   | BEL    |         |         |     |     | 9.  | 4   |
| 1950 | Scuderia Ambrosiana | Maserati 4CLT/48     | Maserati Straight-4   |      |     |     |       |        | FRA Ret | ITA     |     |     | 9.  | 4   |
| 1951 | G.A. Vandervell     | Ferrari 375 Thinwall | Ferrari V12           | ŠVI  | 500 | BEL | FRA 4 |        |         |         |     |     | 10. | 5   |
| 1951 | BRM Ltd.            | BRM P15              | BRM V16               |      |     |     |       | VB 5   | NEM     | ITA DNS | ŠPA |     | 10. | 5   |
| 1952 | A.H.M. Bryde        | Cooper T20           | Bristol Straight-6    | ŠVI  | 500 | BEL | FRA   | VB 7   | NEM     | NIZ     | ITA |     | -   | 0   |
| 1954 | Scuderia Ambrosiana | Ferrari 500/625      | Ferrari Straight-4    | ARG  | 500 | BEL | FRA   | VB Ret | NEM     | ŠVI     | ITA | ŠPA | -   | 0   |